# Revue du Nord
La Revue du Nord  est une revue scientifique d'histoire et d'archéologie créée en 1910 par Alexandre de Saint-Léger. 

## Histoire
Revue d'histoire, de géographie et de littérature, la Revue du Nord s'ouvre par la suite à l'archéologie. En 1963, la géographie est fondue avec le "Bulletin de la société de géographie de Lille" (créé en 1958), pour donner naissance à une nouvelle revue, Hommes et Terres du Nord, créée par la société de géographie de Lille et prise en charge par l'UFR de géographie et d'aménagement de l'Université de Lille 1. 
De quatre numéros par an jusqu'en 1989, elle est passée à cinq à compter de 1990 : quatre numéros d'histoire (trimestriels), un numéro d’archéologie (paraissant en fin d’année). À caractère régional, ses articles, rédigés par des enseignants et chercheurs universitaires, quelquefois des membres de sociétés savantes régionales, traitent de la France du Nord, de la Belgique et des Pays-Bas. Les études portant sur l'Europe du Nord ou de l'Est sont ponctuelles. 
La revue est présente sur les sites Cairn à partir de 2001 et Persée jusqu'en 2000.